# 萨迪斯城 (阿拉巴马州)
萨迪斯城（英文：Sardis City），是美国阿拉巴马州下属的一座城市。面积约为7.85平方英里（约合20.34平方公里）。根据2010年美国人口普查，该市有人口1,704人，人口密度为217.01/平方英里（约合83.78/平方公里）。